# Gunshow
Gunshow (укр. Ганшоу, дослівно з англійської «Демонстрація зброї») — вебкомікс 2008 року, створений Кейсі Грін (англ. KC Green). Вебкомікс складається з несерійних стрипів із незначною спільною історією та охоплює широкий спектр тем із сильними змінами тональності. Gunshow добре відомий тим, що у 2013 році дав початок інтернет-мему «Це гаразд» (англ. This is fine). Вебкомікс завершився у 2014 році, коли Грін переключився на іншу творчу роботу.

## Огляд
Gunshow написав Кейсі Грін, відомий за іншими вебкоміксами, такими як Back (дослівно «Спина»), He Is A Good Boy (дослівно «Він хороший хлопець») і Pinocchio (дослівно «Піноккіо»). Грін також працював над епізодом «Тонка жовта лінія» (англ. The Thin Yellow Line) для анімаційного серіалу «Час пригод» та опублікував графічний роман через видавництво Oni Press під назвою «Квест на кладовищі» (англ. Graveyard Quest). Персонажі Gunshow повторюється, але розвитку сюжету дуже мало. Алекс Борковскі (англ. Alex Borkowski) з Heave Media зазначав, що Gunshow не піддається категоризації, оскільки Грін торкається різноманітних тем від природи компромісу до розширення власних меж і до милої історії про краба, який закохується в жінку. Вебкомікс нараховує сотні сторінок і для нього характерний автореферентний гумор. Gunshow часто включає довші сюжетні лінії, найамбітнішою з яких є «Клуб аніме» (Anime Club) — історія про чотирьох шанувальників аніме, яких вигнали з місця зустрічі за перегляд хентай фільму.
Кейсі Грін завершив роботу над Gunshow наприкінці 2014 року, коли інші його вебкомікси та дохід на Patreon дозволили йому рухатися далі.

## This is fine

Перші дві панелі стрипу

Стрип Gunshow 2013 року під назвою «У вогні» (англ. On Fire) зображує антропоморфного собаку (прозваного Question Hound), який п’є чай у кімнаті, яка палає. Незважаючи на те, що його тіло загоряється та починає танути, пес залишається абсолютно спокійним протягом усього стрипу з шести панелей, промовляючи рядки на кшталт: «Усе гаразд, усе буде нормально». Перші дві панелі стрипу, на яких зображено собаку, який просто сидить у палаючій кімнаті та каже: «Це гаразд» (англ. This is fine), — стали популярним інтернет-мемом. Поведінка пса, яку Джейкоб Броган (англ. Jacob Brogan) з журналу Slate описав як «десь між збентеженим прийняттям і відвертим запереченням», виявилася популярною без її контексту. Кріс Плант (англ. Chris Plante) з журналу The Verge описав фразу «Це гаразд.» як «коротке позначення ситуації настільки жахливої, що наш мозок відмовляється боротися з її серйозністю».
Спільнота Know Your Meme простежила поширення двох панелей до вересня 2014 року, коли зображення з’явилося без зазначення авторства на Reddit й Imgur із підписом «По суті, як я ставлюся до життя просто зараз» (англ. Basically how I’m handling life right now). Мем використовували в соціальних мережах як загальний коментар до поганих подій або катастроф, таких як розлив нафти з платформи Deepwater Horizon. Грін назвав популярність мему в 2016 році «барометром поточних тенденцій», вказуючи, що це був тяжкий рік. Броган вважав мем унікальним, оскільки він рідко відрізнявся від оригіналу та його популярність продовжувала зростати.
В одному з інтерв’ю Кейсі Грін розповів, що в тому періоді, коли він створив On Fire, він переживав труднощі з собою та правильним вживанням антидепресантів. Коли популярність зображення підскочила, Грін почав продавати принти та футболки зі стрипом у своєму магазині на TopatoCo. Грін зауважував, що «легше продати перші дві панелі, ніж увесь комікс, де собака тане в ніщо». Продаж плюшевого Question Hound, а пізніше у 2020 році й вінілової фігурки Funko Pop!, також здійснювався через TopatoCo. Плюшева іграшка знову стала об'єктом уваги в соціальних мережах, коли її помітили в пункті управління місії Марс 2020 під час посадки марсоходу Персеверанс.
У 2016 році після коміксу «У вогні» Грін опублікував комікс «Це не гаразд» (англ. This is Not Fine) на The Nib, у якому собака раптово переключається від заперечення вогню до жаху від нього, гасить його в паніці, кричачи на себе через те, що дозволив вогню вийти так далеко з-під контролю, а також згадує нещодавнє вбивство Харамбе — горили в зоопарку Цинциннаті.

### Використання в політиці
але я все-таки відчуваю що я маю право виказати свою огиду, коли його використовують відразливі в моїх очах люди.
тож, отже, у підсумку, аккаунт РП може мене з'їсти.»
«i still feel like i dont need to get paid when businesses or the like use memes of my art on social media. thats just how it goes now.
but I still feel I have the right to show my distaste for when it's used by unsavory people in my eyes.
so, thus, in conclusion, the gop account can eat me.»
— Кейсі Грін
У липні 2016 року Республіканська партія США (або GOP, скорочено від Grand Old Party, дослівно «Велика стара партія») використала мем «Це гаразд» у повідомленні у твіттері, додавши текст Well ¯\_(ツ)_/¯ #DemsInPhilly #EnoughClinton, відсилаючи до того, що Демократична партія обрала Гілларі Клінтон своїм кандидатом у президенти під час національного з'їзду Демократичної партії 2016 року. Використання мему натякало, що виборці від Демократичної партії заперечують шкоду, завдану обранням Клінтон як кандидата, хоча також можливо, що Республіканська партія просто святкувала те, що вони вбачали «ослабленням демократів».
Грін уже передбачав використання свого вебкоміксу в політичних цілях. Вебкомікс The Nib неприбуткової медіа організації First Look Media замовив у Гріна для національного з’їзду Демократичної партії намалювати версію мему «Це гаразд», на якому зображено талісман Республіканської партії – слона, який так само сидить у палаючій кімнаті. Твір мистецтва було доручено розмістити в Галереї мистецтв Філадельфії. Коли Республіканська партія опублікувала повідомлення у твіттері, The Nib відповіли: «Ми дійсно заплатили художнику, який зробив це. Ось що він придумав,» — та дали гіперпосилання на карикатуру.
Використання мему Республіканською партією викликало негативну реакцію з боку деяких виборців Демократичної партії, творців вебкоміксів, а також самого Кейсі Гріна, який розкритикував «кожного Республіканської партії за використання його панелей вебкоміксу для написання своїх коментарів, заявивши, що вони мають право використовувати це гаразд у публікаціях у соціальних мережах, але особисто я хотів би, щоб @GOP видалили їхній дурний пост». Vox Media порівняли досвід Гріна з досвідом різних музикантів, роботи яких застосовували для політичних цілей, а The New York Observer використали цю подію як приклад того, як роботи художників вебкоміксів часто публікують без належного посилання на авторство.
Українська влада за обліковим записом @Ukraine у твіттері використала анімовану версію мему «Це гаразд», щоб у самокритичній сардонічній манері проілюструвати боротьбу з хакерськими атаками на Україну 2017 року. Це викликало коментарі про неправильне використання мему, адже вже склалося його використання на позначення катастрофічної бездіяльності уряду; але це привернуло увагу до твіту та сприяло збільшенню кількості підписників.

## Медіа
У січні 2016 року Джейсон ДеМарко, віце-президент і креативний директор блоку Adult Swim телеканалу Cartoon Network, оголосив про створення анімаційного серіалу, заснованого на вебкоміксі Гріна. Серіал, анімований мультиплікатором Шморкі (англ. Shmorky), рекламували з анімованою версією стрипу «У вогні», озвученою Даном Снайдером.